# Der Hohe Schein
Der Hohe Schein ist ein Roman von Ludwig Ganghofer. Erstmals erschien er im Adolf Bonz – Verlag in Stuttgart im Jahre 1904.

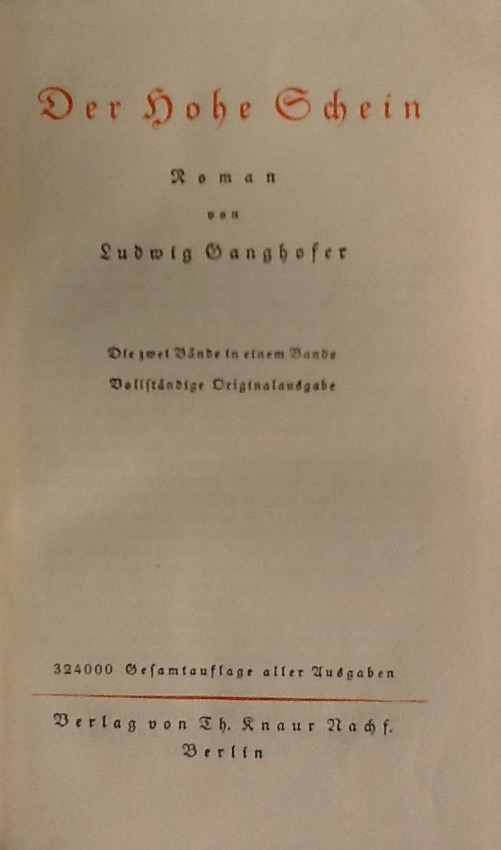
Titelseite (Ausgabe 1936)

## Einführung
Der Roman spielt in einem fiktiven Dorf der Bayerischen Alpen. Das Dorf wird von einem Berg, im Roman "Der hohe Schein" genannt, dominiert, weil ihn die Strahlen der Abendsonne besonders schön erglühen lassen. Der Stadt-Mensch Walter Horhammer, Doktor der Philosophie, nimmt in diesem Dorf – auf Anraten seines Arztes – Quartier, da er eine Zeit lang die Schönheit und Erhabenheit der Natur in der Bergwelt der Alpen genießen möchte.

## Inhalt
Walter Horhammer nimmt von Hohen Schein kommend im Dorfe am Fuße dieses Berges liegend im Hause des Herrn Ehrenreich und dessen Tochter Mathilde Quartier. Er ist auf der Suche nach "dem Leben", er sucht Antworten auf Fragen die ihm die Philosophie und die Naturwissenschaften nicht beantworten können. In den Büchern hat Walter Horhammer bisher keine Hilfen fürs Leben gefunden. In der Erhabenheit und Schönheit der Natur glaubt er den richtigen Weg für sich finden zu können. Im Dorf macht er mit einer Reihe von Menschen Bekanntschaft, die ihn beeindrucken. Neben dem Herrn Ehrenreich und seiner beiden Kinder Mathilde und Bertl tritt er mit seinem "Intimfeind", den Kaplan Michael Innenebner – den er von früher kennt – in Kontakt. Er lernt die Sennerin Lies, den sonderbaren Bonifatius Venantius Gwack sowie den Moosjäger kennen.
Eines Tages kommt eine Theatergruppe ins Dorf und führt Goethes "Iphigenie" auf. Diese Aufführung wirkt wie ein Katalysator, der die aufgestauten Energien zur Explosion bringt. Im Finale verknoten sich die bislang offenen Fäden und führen zu einem guten Ende.

## Stil
Das Buch ist überwiegend in Hochdeutsch geschrieben, ein Teil – nämlich die wörtlichen Reden der Einheimischen – sind in baierischen Dialekt geschrieben.

## Sonstiges
Ludwig Ganghofer widmete den Roman 'Der Hohe Schein' dem Andenken seiner Mutter Charlotte Caroline geb. Louis (* 4. August 1828 in Aschaffenburg, † 19. Dezember 1888 in München). In einem ausführlichen Nachwort beschreibt er deren Gedenken.